# Perithous scurra
Espèce
Perithous scurra est une espèce d'insectes de la tribu des Delomeristini (famille des Ichneumonidae).

## Biologie
L'imago est visible de juin à septembre.

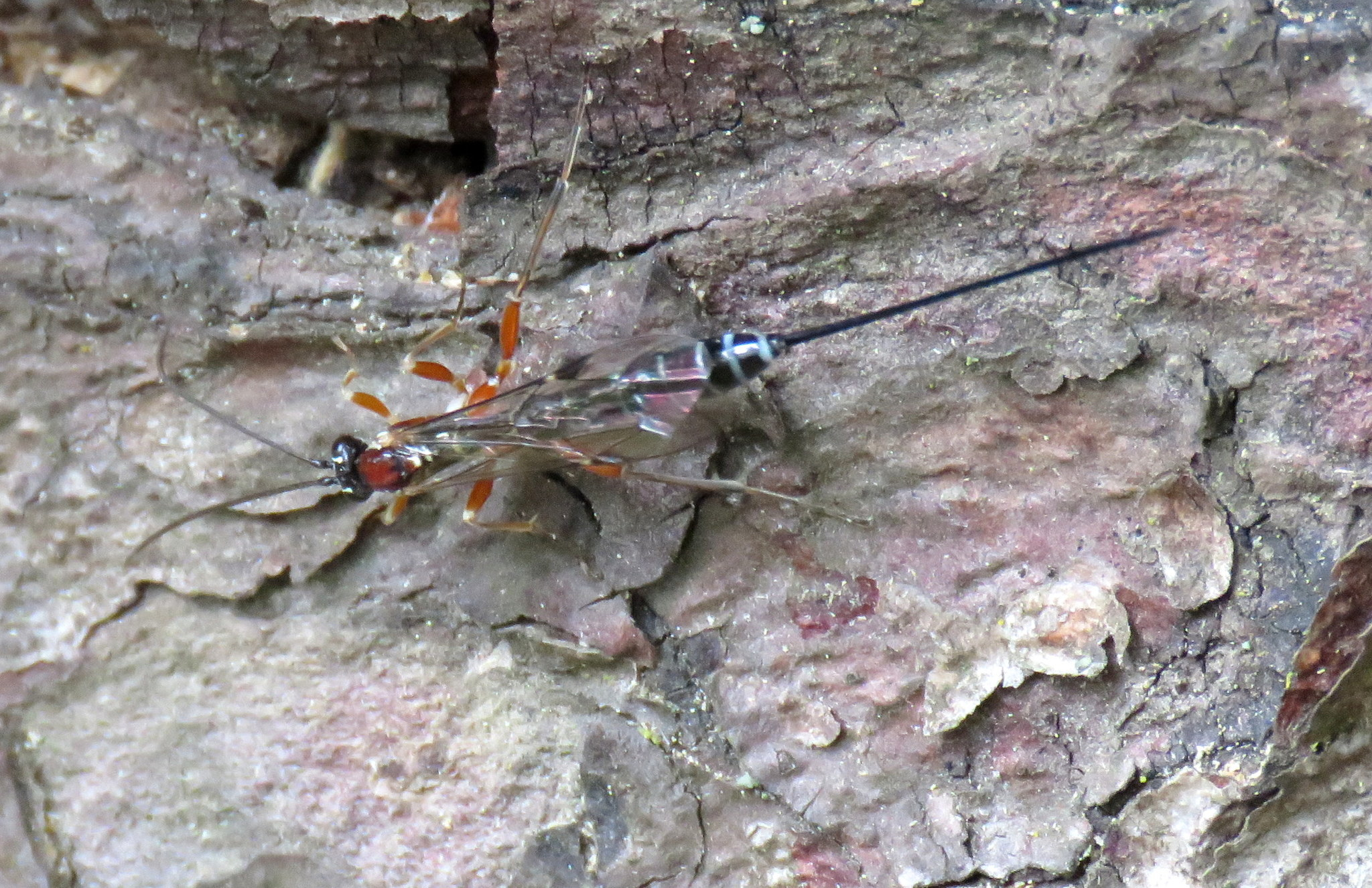
P. scurra neomexicanus
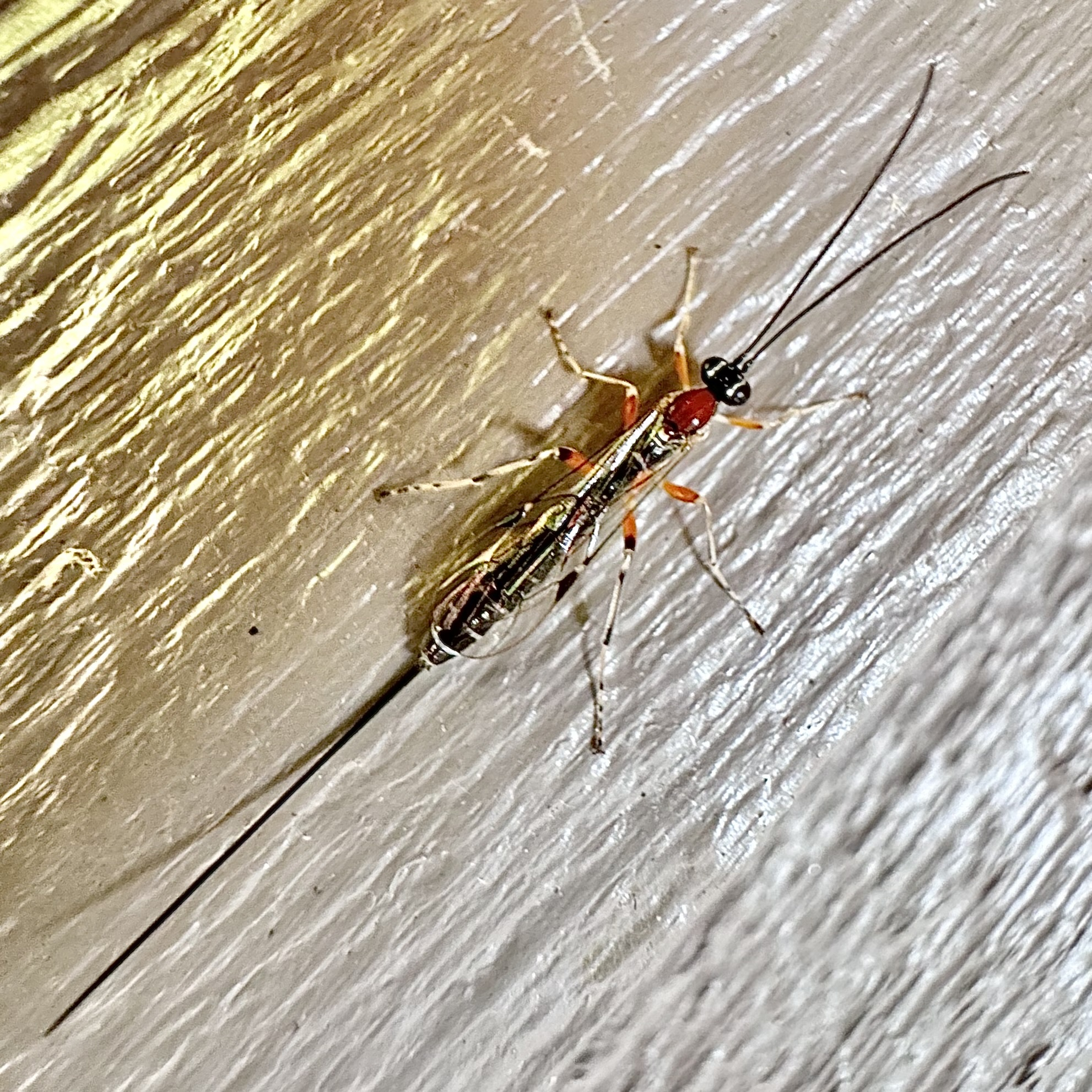
P. scurra pleuralis
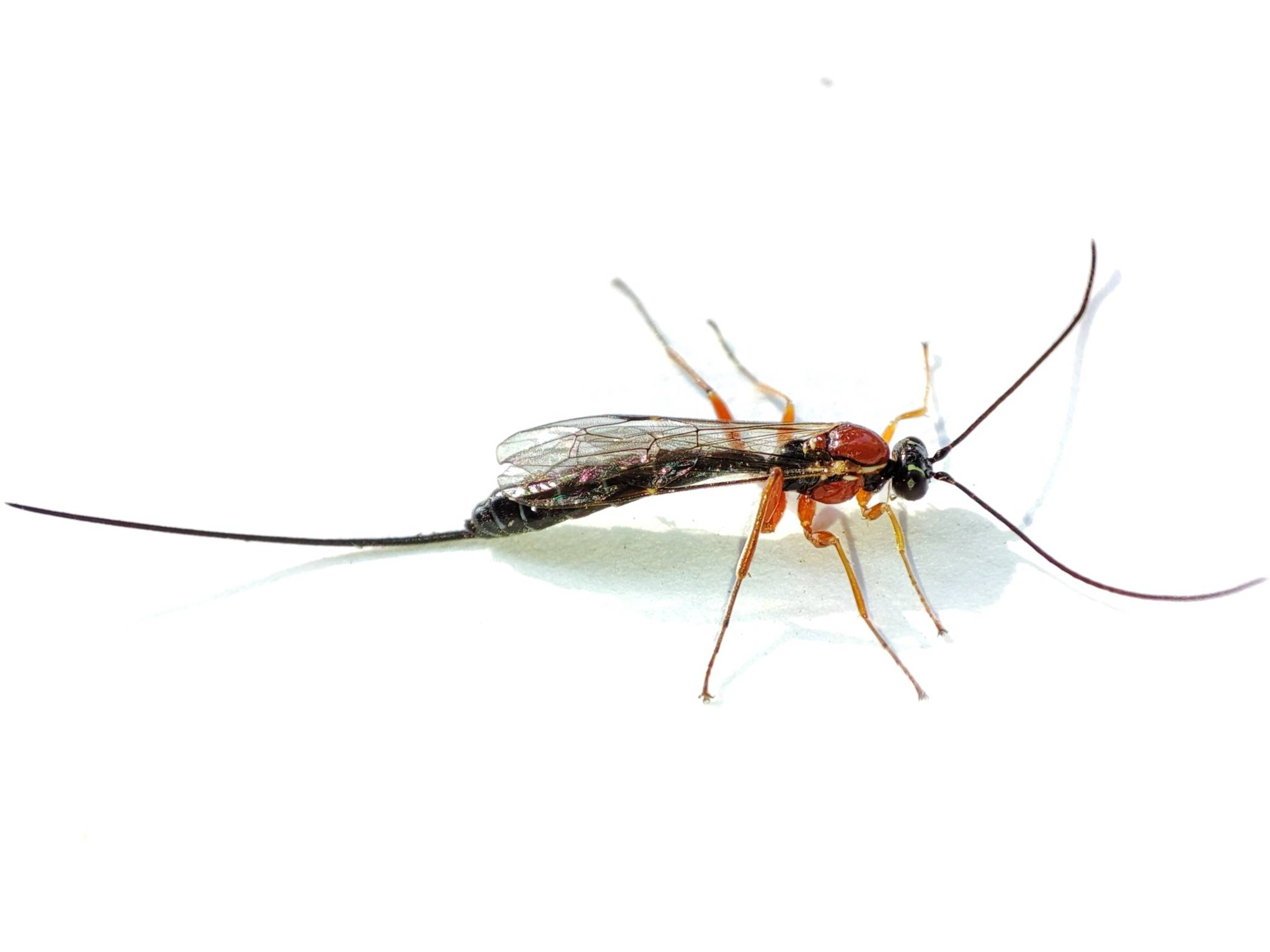
P. scurra scurra

## Liste des sous-espèces
Selon GBIF (7 juin 2025) :
- Perithous scurra japonicus Uchida, 1928
- Perithous scurra neomexicanus (Viereck, 1903)
- Perithous scurra nigrinotum Uchida, 1942
- Perithous scurra pleuralis Cresson, 1868
- Perithous scurra scurra (Panzer, 1804)

## Systématique
Le nom valide complet (avec auteur) de ce taxon est Perithous scurra (Panzer, 1804).
L'espèce a été initialement classée dans le genre Ichneumon sous le protonyme Ichneumon scurra Panzer, 1804.
Perithous scurra a pour synonymes :
- Ichneumon scurra Panzer, 1804
- Perithous asilatorius (Thunberg, 1822)
- Perithous decoratus (Ratzeburg, 1848)
- Perithous longiseta Haupt, 1954
- Perithous mediator (Fabricius, 1804)
- Perithous modulator (Thunberg, 1822)
- Perithous moldavicus Constantineanu & Constantineanu, 1968
- Perithous senator (Haliday, 1838)